# Charles Taylor (politik)
Charles Ghankay Taylor (* 28. ledna 1948) byl od roku 1997 do roku 2003 prezident Libérie, mediálně známý také jako „Řezník z Monrovie“. V roce 2012 byl odsouzen za válečné zločiny a zločiny proti lidskosti na 50 let vězení.

## Biografie
Narodil se v Arthingtonu poblíž Monrovie, jeho matka patřila do kmene Gola. Jeho otec byl podle některých zdrojů potomkem z Ameriky se navrátivších otroků, podle jiných pocházel z Trinidadu a Tobaga. V letech 1972 až 1977 studoval na Bentley College v Bostonu. Do Libérie se vrátil v roce 1980.
Byl vůdcem Liberijské národní vlastenecké fronty (National Patriotic Front of Liberia, NPFL), která v roce 1989 v Libérii začala a vedla občanskou válku. Tehdejší vládce Samuel Doe byl svržen a následující rok umučen tehdejším Taylorovým spojencem Prince Johnsonem. Ve válce zahynulo asi 150 tisíc lidí a další milion byl vyhnán ze svých domovů. V roce 1997 NPFL, transformovaná v Národní vlasteneckou stranu (National Patriotic Party, NPP), vyhrála volby a on se stal prezidentem.
V devadesátých letech také podporoval Sjednocenou revoluční frontu (Revolutionary United Front, RUF), válčící v sousední Sieře Leone, dodávkami zbraní za diamanty. RUF ve válce běžně používala dětské vojáky a sekání končetin nebylo neobvyklé. Později byl Zvláštním soudem pro Sierru Leone (Special Court for Sierra Leone, SCSL) obviněn za zločiny proti lidskosti.
V roce 1999 se začalo na severu Libérie dostávat k moci Sjednocení Liberijci za usmíření a demokracii (Liberians United for Reconciliation and Democracy, LURD; velmi pravděpodobně podporované Ghanou), které v roce 2003 ovládalo sever státu. V té době se také začalo na jihu prosazovat Hnutí za demokracii v Libérii (Movement for Democracy in Liberia, MODEL; podporované vládou Pobřeží slonoviny). V létě už měl kontrolu pouze nad třetinou území. V květnu po nátlaku USA z funkce odstoupil, jeho místo zaujal dosavadní viceprezident Moses Blah.
Poté se zdržoval v Nigérii, jejíž vláda mu zaručila bezpečnost. V listopadu 2003 vypsal americký kongres odměnu dvou milionů dolarů za jeho dopadení. 17. března 2006 požádala Ellen Johnson-Sirleaf, nová demokraticky zvolená prezidentka Libérie, oficiálně o jeho vydání. Nigérie o týden později souhlasila s jeho vydáním, aby mohl být souzen zvláštním soudem pro Sierru Leone. 28. března vydala nigerijská vláda prohlášení, že se nenachází ve vile, kde v exilu žil.
28. března 2006 se pokusil uprchnout do Kamerunu, ale byl zadržen bezpečnostními sílami ve městě Gamboru na nigerijské straně hranic. Pod dohledem vojáků OSN pak byl dopraven do Freetownu v Sieře Leone.
Ve Freetownu byl souzen před zvláštním soudem pro Sierru Leone. Po delším rozvažování rozhodla 16. června Rada bezpečnosti o přenesení soudu do nizozemského Haagu. Byl umístěn do haagské věznice pro válečné zločince. Soud začal 4. června 2007.
Mezinárodní trestní tribunál pro Sierru Leone v Haagu 26. dubna 2012 rozhodl, že Charles Taylor byl uznán vinným z válečných zločinů a zločinů proti lidskosti v Sieře Leone během bojů v 90. letech. 30. května 2012 soud oznámil výši trestu – 50 let vězení.
V říjnu 2021 Charles Taylor, odsouzený k 50 letům vězení za zločiny proti lidskosti v roce 2012 za svou roli během občanské války v Sierra Leone, podal stížnost na Libérii za „nezaplacení svého důchodu“. Tato stížnost byla podána u Soudního dvora Hospodářského společenství států západní Afriky (ECOWAS).